# Bobby Parker

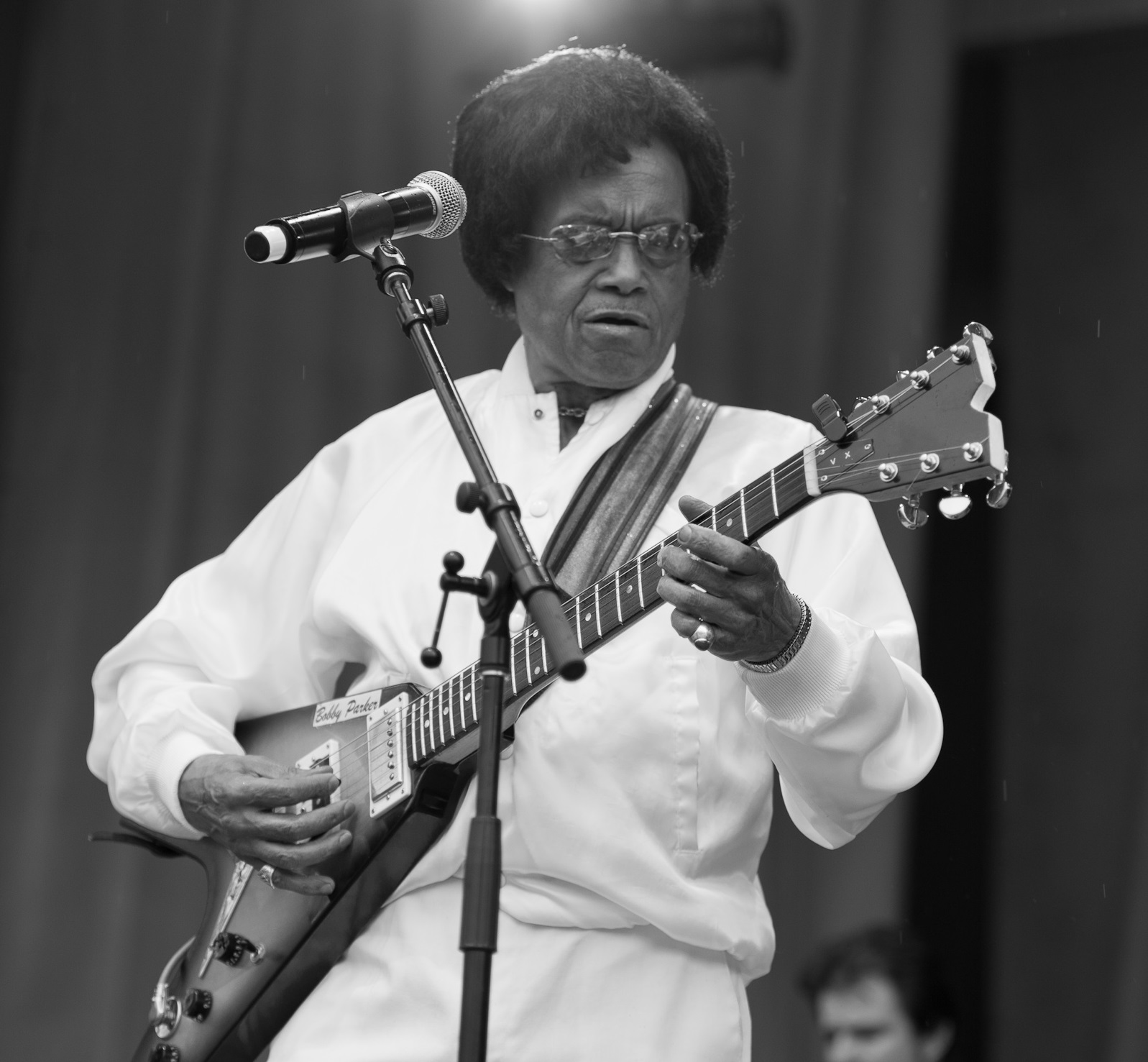
Bobby Parker, 2010.

Ej att förväxla med Bobby Parker (fotbollsspelare)
Bobby Parker, född 31 augusti 1937 i Lafayette, Louisiana, död 31 oktober 2013 i Bowie, Maryland, var en amerikansk gitarrist, sångare och låtskrivare.
Parker är främst känd för sin komposition "Watch Your Step" från 1961. Låten nådde plats 51 på amerikanska Billboard Hot 100-listan. Den kom att ha stor betydelse för andra musiker då John Lennon inspirerades av gitarriffet till The Beatles låt "I Feel Fine". Led Zeppelin använde likaså riffet i låten "Moby Dick". Låten har även spelats in av artister som The Spencer Davis Group, Manfred Mann, och Carlos Santana.
Han spelade även in den första versionen av låten "You Got What It Takes" som 1960 blev en hit med Marv Johnson.